# Anton Ameiser
Anton Ameiser (1 de Agosto de 1907 - 20 de Fevereiro de 1976) foi um oficial alemão que serviu na Waffen-SS durante a Segunda Guerra Mundial. Foi condecorado com a Cruz de Cavaleiro da Cruz de Ferro.